# Luna 11
Luna 11 (series E-6LF) là một nhiệm vụ không người lái của chương trình Luna của Liên Xô. Nó còn được gọi là Lunik 11. Luna 11 được phóng lên Mặt trăng từ một quỹ đạo quay quanh Trái Đất và tiến vào quỹ đạo mặt trăng vào ngày 27 tháng 8 năm 1966.

## Tổng quan
Các mục tiêu của nhiệm vụ bao gồm nghiên cứu về: phát âm gamma và tia X để xác định thành phần hóa học của Mặt Trăng; bất thường hấp dẫn mặt trăng; nồng độ các dòng thiên thạch gần Mặt Trăng; cường độ của bức xạ cơ thể cứng gần Mặt trăng.
137 lần phát sóng và 277 lần vòng quay quỹ đạo xung quanh Mặt Trăng đã được hoàn thành trước khi pin trên tàu cạn kiệt vào ngày 1 tháng 10 năm 1966.
Tập hợp các tàu vũ trụ Luna "thế hệ thứ hai", Ye-6LF, được thiết kế để chụp những bức ảnh đầu tiên của Mặt Trăng từ quỹ đạo mặt trăng. Mục tiêu thứ hai là lấy dữ liệu về nồng độ khối lượng (“mascons”) trên Mặt Trăng được Luna 10 phát hiện lần đầu tiên. Sử dụng bus Ye-6, một bộ dụng cụ khoa học (cộng với hệ thống hình ảnh tương tự như hệ thống được sử dụng trên Zond 3) thay thế các bọc nhỏ trên các tàu hạ cánh. Độ phân giải của các bức ảnh là từ 15 đến 20 mét. Một thử nghiệm công nghệ bao gồm kiểm tra hiệu quả truyền động bánh răng trong chân không như là một thử nghiệm xe tự hành trên Mặt Trăng trong tương lai.